# 环首都贫困带
环首都贫困带（或称环北京贫困带）是指环绕中华人民共和国首都北京市的天津市及河北省承德市、张家口市、保定市等周边县市的一个“C型”环状区域。該區域存在因先天的自然環境較差、長期處於軍事禁地而不開發，和為了保障首都生态、水源被限制开发的情況，並因此陷入贫困，有關貧困帶的贫困程度较深且集中连片。另外，此地区因为工业园区的布局导致空气污染比较严重。在2013年亚洲开发银行和清华大学发布的《中华人民共和国国家环境分析》报告中，北京市和石家庄市名列世界十大空气污染城市。

## 背景
2005年8月17日，亚洲开发银行资助的一份调查报告首次提出“环京津贫困带”的概念：在国际大都市北京和天津周围，环绕着河北的3798个贫困村、32个贫困县，年均收入不足625元的272.6万贫困人口。单直接与北京接壤呈现C型包围圈的河北省张家口、承德、保定三市就有25个国家级和省级贫困县，因而“环首都贫困带”的称谓更加准确。其中保定更是失去“京津保”大三角中一个支点的地位，天津的蓟县也属于环首都贫困带的范围之内。

## 特点
这一地区由于负有为首都保护水源和生态的特殊使命，国家对这一地区实行限制开发政策。周边的贫困人口集中地区，范围目前无权威界定，但各种观点都至少包括河北省张家口市和承德市所辖的所有区县、保定市所辖的贫困县。这些地区由于自然条件恶劣、因长期列为军事禁区而无法进行基础建设、政府的“以贫济富”政策（单方面为京津提供水源、环保等保障）等原因，造成在近邻发达的京津地区的情况下，却成为中国最贫困的区域之一。从2005年后天津市的经济飞速发展，多年成长率位居全国首位，而周边河北省的贫困状况却未得到好转。

## 外界看法
2005年，亚洲开发银行发布的“环首都贫困带”报告中，提出京津冀三地联手建立跨区域的综合性生态与经济政策试点示范区的建议，以达到消除区域贫困和改善区域生态环境的双重目的。不过时任河北省常务副省长郭庚茂认为这个示范区的成立并不现实。

## 类比
相比于上海市带动周边长江三角洲地区乃至整个华东地区经济发展的正面辐射效应，北京如同巨大的吸管仍在源源不断地吸取周边地区资源，使周边的河北地区不可能形成逐级健康发展的经济模式，而是呈现出如同从欧洲到非洲一般光怪陆离的景象。这就导致人财物源源不断涌入北京，环京津贫困带已经受到中国相关人士的重视，也引起了北京周边地区部分民众的不满。